# I. Leó pápa
I. Leó vagy egyházi nevén Nagy Szent Leó (latinul: Sanctus Leo I Magnus), (kb. 390 – 461. november 10.) volt a 45. római pápa. 440. őszétől uralkodott az egyház felett, és több mint 21 éves uralkodása alatt megváltoztatta a keresztény világot. 
Római arisztokrata volt és a római katolikus egyház első pápája, aki a „Nagy” címet kapta, aki a pápai főhatalmat kiterjesztette a görög Kelet kivételével az egész egyházra. Pontifikátusa alatt a római egyház autoriter egyházzá fejlődött.
Legismertebb talán arról, hogy 452-ben Rómán kívül találkozott a hunok királyával, Attilával és rávette, hogy ne támadja meg a várost. Ezért Róma megmentőjeként tartják számon. Pontifikátusa a krisztológiai viták időszaka volt és saját egyházának doktrinális megfogalmazását a khalkédóni zsinaton (451) fogadtatta el, a monofizitákkal és a pelagiánusokkal szemben.
A katolikus egyház 1754-ben egyházdoktorrá avatta és szentként tiszteli.

## Élete

### Származása és életpályája
Korai éveiről semmi biztos sem ismert, de a Liber Pontificalis szerint Toszkánában született. Életéről egyéb forrás nem is maradt fenn. Szent hivatást választott magának, és iskoláit kiemelkedő eredményekkel végezte. Alapos teológiai tudással rendelkezett, de e mellé társult jó politikai készsége, tekintélytudata és spekulatív készsége. Már igen korán ismertté vált a klérus körében és a császári udvarban. 
I. Celesztin pápa idején lett Róma diakónusa, majd III. Szixtusz pápa fődiakónusának nevezte ki. Tekintélyének növekedését mutatta, hogy Alexandriai Kürillosz pátriárka őt kereste meg levelével, hogy kérje meg Celesztint, hogy védje meg őt Juvenálosz jeruzsálemi görög pátriárka túlkapásai ellen. Politikai képességeit maga a császár is kamatoztatta, ugyanis 440-ben Galliába küldte Leót, hogy kibékítse Flavius Aëtius főparancsnokot és Albinus szenátort. Amíg úton volt a gallok földje felé III. Szixtusz meghalt, és a római zsinat Leót választotta meg pápának. Ezzel a korai keresztény történelem legenergikusabb pontifikátusa vette kezdetét.

### Eretnekség és befolyás
Felszentelése után több beszédet is tartott, és pápává választásának évfordulóján mindig maga köré gyűjtötte a papokat, püspököket és a híveket, és tanította őket. Leggyakrabban arról beszélt, hogy ő Szent Péter leszármazottja, és ezért az egyház feje. Mindössze egy a püspökök közül, akik saját egyházmegyéjükért felelnek, míg ő az egész keresztény nyájért felel majd Isten színe előtt.

#### Aquileia és a pelagiánusok

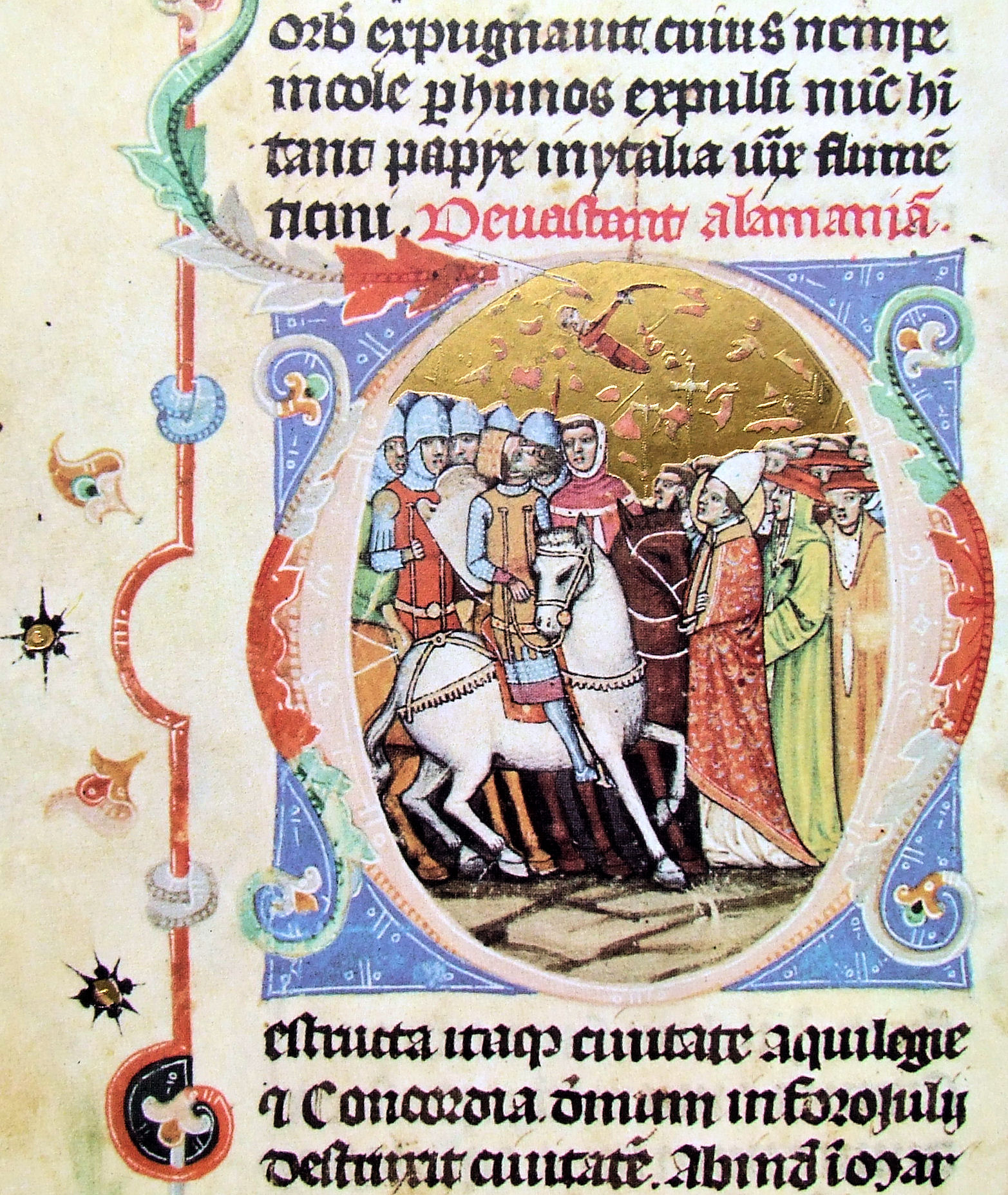
Attila és Szent Leó pápa („D” iniciálé a Képes krónikában)

Uralkodásának kezdetén szemébe ötlött, hogy egy itáliai egyházmegyében, Aquileiában visszafogadták a keresztény egyházba a pelagiánusokat anélkül, hogy azok megtagadták volna hitelveiket, vagy megbánták volna bűneiket. Leó azonnal levelet írt az egyházmegye vezetőinek, amelyben elítélte az eljárást, és kötelezte őket, hogy menjenek Rómába és ott egy zsinat előtt feleljenek tettükért.

#### Manicheusok Rómában
Leó legfontosabb teendői közé sorolta a szent város, Róma tisztán tartását. Ezért nagy erőkkel szállt vitába a 439-ben a vandálok támadásai elől Észak-Afrikából a városba menekült manicheusokkal. A titkos szerveződés 443-ban került napvilágra. Ekkor Leó nyilvános vitát rendezett, amelyre odarendelte a manicheusok vezetőit. Elégettette könyveiket és figyelmeztette a rómaiakat a veszélyre. Elmagyarázta, hogy miben rejlik tanításaik hibája. Hatására III. Valentinianus 445-ben törvényt adott ki a manicheus szekta ellen. Ennek értelmében az elvesztette római polgári jogait, aki ennek az eretnek tanításnak a hatása alá kerül.

#### Priszcilliánusok Hispaniában
Turibius, a hispaniai Astorga püspöke írt levelet a pápának, amelyben aggodalmát fejezte ki a priszcillianizmus terjedésével kapcsolatban. Leónak éppen kapóra jött ez az ürügy, hogy a távolodó Hispániában ismét megszilárdítsa Róma hatalmát. Válaszát 447-ben írta meg, amiben Leó tizenhat fejezetben pontról pontra cáfolta a priszcilliánusok tanítását, amely megítélése szerint pogány csillagászatból és gnosztikus-keresztény elemekből álló eretnekség, és megfelelő büntetéseket helyezett kilátásba számukra.

### Mauretania

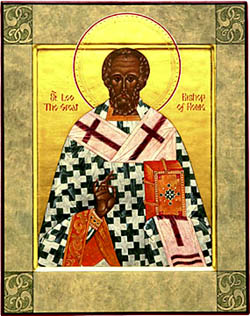
I. Leó

A birodalom afrikai provinciái lassan elestek a vandálok támadása során. Azonban volt egy pár harcias terület, amely megóvta saját magát a támadástól. Ilyen terület volt Mauretania is, amelynek elszigeteltsége lehetővé tette a pápa befolyásának növelését. Ezt maximálisan ki is használta Leó.

### Itália
443-ban Campania és Toszkána provinciáknak is írt egy levelet, amelyben felhívta a figyelmet az egyházi szabályok és törvények betartására. 447-ben pedig a szicíliai klérust feddte meg, mert a húsvéti szokásokat nem úgy tartották meg, ahogyan az elő volt írva. Rómába hívatta a sziget egyházi vezetőit, hogy megtanulják a misék helyes rendjét.

### Alexandria
445-ben Alexandria trónjára új pátriárka ülhetett. Leó azonnal kihasználta az adódó alkalmat, és Dioszkurosz pátriárkát sarokba szorította dogmatikai elvekkel, miszerint ő Szent Péter leszármazottja, és ezért neki engedelmeskednie kell a pápai akaratnak. Így befolyását immár egész Észak-Afrikára kiterjesztette.

### Illíria
A pápai befolyás Illíriában sok fejtörést okozott az 5. század egyházfőinek. Földrajzilag ugyanis közel esett Konstantinápolyhoz, és ezért gyakran a pátriárka szavai döntöttek a kelet-adriai tartományban. Már I. Damáz pápa is Thesszaloniké püspökére bízta a terület irányítását, és I. Ince pápa egész Görögország területét és Dáciát a püspök felügyelete alá helyezte. Leó 444-ben kiadott egy pásztorlevelet, amelyben megerősítette a thesszalonikéi vikárius jogait, és felszólította Illíria püspökeit, hogy engedelmeskedjenek a vikáriusnak, és mindenekelőtt Rómának. Az kemény hangvétel itt is megszilárdította a pápa hatalmát.

### Az arles-i bonyodalmak
Galliában már Zószimosz pápa pontifikátusa óta rendezetlen viszonyok uralták az egyházat. Annak idején egy Patroclus nevű püspök szerezte meg a tartomány vikáriusi székét, ráadásul törvénytelenül. Az ő utódát Hilariusnak hívták. Ő is örökölte az arles-i püspöki címmel együtt egész Galliára vonatkozó hatalmát, és mindent megtett azért, hogy függetlenítse magát Rómától. Leó nem nézte jó szemmel ténykedését, és az ürügyet Celidonius, Besançon püspöke adta meg. Celidoniust ugyanis minden magyarázat nélkül leváltották. Leó Rómába hívatta Hilariust, hogy feleljen tettéért. A gyorsan összehívott zsinaton Hilarius nem akarta elismerni Leó jogát a pápai trónra, de effajta védekezése nem sokat ért. Leó megfosztotta vikáriusi jogaitól, elvette Vienne területét, és saját egyházmegyéjébe szorította vissza Hilariust. Miután Róma befolyása ismét a régi volt Galliában, Leó attól tartott, hogy világi támogatás nélkül esetleg fellázadhatnak hatalma ellen. Így megkereste III. Valentinianust segítségért. A császár belátta, hogy birodalmát csak úgy tudja egyben tartani, ha az egyház szervezete egységes. Ezért 445. június 6-án kiadta híres rendeletét, amely kinyilatkoztatta Róma püspökének primátusát az egyházban, amelyet Szent Péter jogutódjaként gyakorolhat. Ennél azonban sokkal fontosabb volt a rendelet azon része, amely kimondta, hogy amit az Apostoli Szentszék meghatározott vagy a jövőben fog meghatározni, az törvényerővel bír. Vagyis az állam ettől kezdve összefonódott az egyházzal, és védte, segítette azt.

### Monofiziták

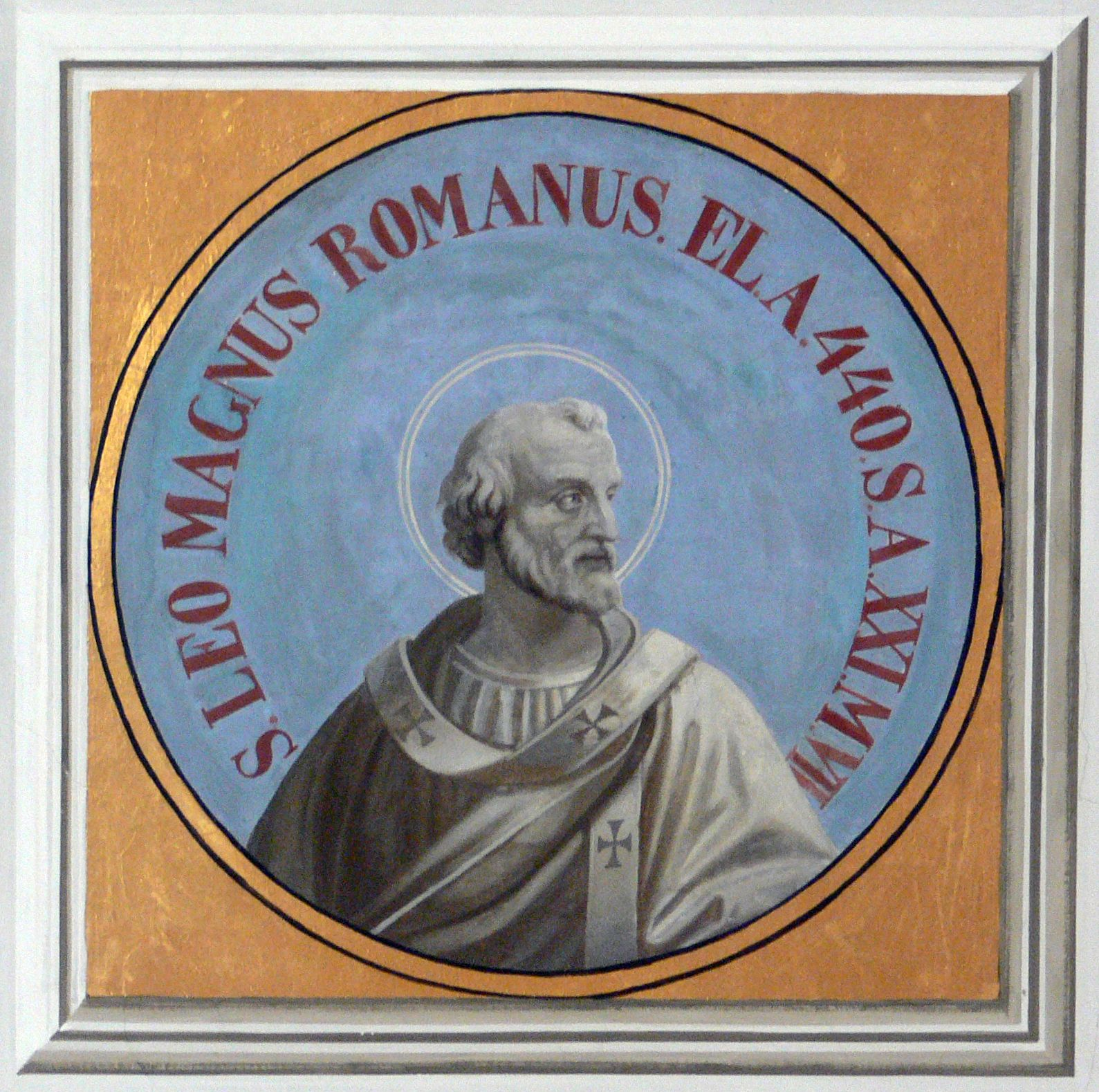
I. Leó pápa

Leó legádázabb vitáit a monofizitákkal vívta, akiknek vezetőjét Eutükhésznek hívták. Ez az ember kolostori elöljáró volt a birodalom keleti részén. Tanításaiban azt hirdette, hogy Jézus nem volt igazán ember, csak isteni eredetét ismerte el. Ez alapjaiban rengette volna meg Jézus a megváltó szerepét. 448-ban a Flavianus pátriárka által összehívott konstantinápolyi zsinaton eretnekségnek bélyegezték meg Eutükhész tanait. A monofizita vezető egyszerre fellebbezett Leóhoz, és a bizánci császárhoz, II. Theodosiushoz, akinek befolyásos barátja volt. Leó 449. június 13-án felelt Eutükhésznek híres dogmatikus levelében, a Tomában. Ebben mesteri pontossággal fejti ki a Szentírásra és a keresztelési hitvallásra támaszkodva a Jézus egy személyére és két össze nem keveredett természetére vonatkozó tanítást, mely szerint mindkét természet, az isteni is, az emberi is, a másikkal összekapcsoltan végzi sajátos tevékenységeit.

## Zsinatok
Eutükhész nem volt megelégedve a pápa válaszával, ezért Dioszkurosz alexandriai pápához fordult segítségért. Dioszkorosz Theodosius segítségével 449-ben zsinatot hívott össze Epheszoszban.

### Rablózsinat
A 449-ben Epheszoszban megtartott zsinaton (lásd: II. epheszoszi zsinat) Leó legnagyobb ellenfelei gyűltek össze. Eutükhész felolvasta tanait, amelyet a zsinat megvitatott, és igazolni akarta annak valós tartalmát. A pápa levelét nem engedték felolvasni. A monofiziták tanait végül elfogadták. Leó tiltakozását fejezte ki a császárnál, és „rablózsinatnak” nevezte az Epheszoszban összegyűlt tanácskozást. A császár nem engedett, és továbbra is kitartott a rablózsinat döntése mellett, azonban 450 júliusában hirtelen meghalt. A birodalom élére Marcianus császár állhatott, akinek legfőbb célja az egység elérése volt. Ezt csak a pápa segítségével tudta elérni, így Leó pártjára állt. Azt javasolta, hogy Nikaiában hívjanak össze egy egyetemes zsinatot, amelyen rendezik Eutükhész ügyeit. Leónak most már nem állt feltétlen érdekében újabb zsinatot összehívni, mert látta, hogy érdekei rendeződtek.

### Khalkédóni zsinat
A császár nyomására végül mégis összehívott egy zsinatot a kis-ázsiai Khalkédónban (→ Khalkédóni zsinat), amelyet 451. október 8-án nyitottak meg. Leó pápát csak követei képviselték a zsinaton. A vitát a császári biztosok vezették le. Élénk vita alakult ki Eutükhész ügyében, azonban Leó levelének felolvasása után a zsinat egyértelműen elutasította a monofiziták tanítását, és kiközösítette őket az egyházból.
A zsinat további része azonban már nem Leó szája íze szerint folytatódott. Ugyanis az új konstantinápolyi pátriárka, Anatoliosz hasonló jogokat szavaztatott meg magának, mint ami a római pápának van, bár annak elsőbbségét elismerte. Leó már hiába írt levelet Anatoliosznak, a zsinat elfogadta a jogokat. A zsinat után egészen 460-ig monofizita zavargások és felkelések söpörtek végig Palesztinában és Alexandriában. A pápa közbenjárására a császári erők tettek rendet.

## Leó, a béke atyja
A zavargások olyan időben történtek a birodalom déli részein, amikor a központi tájakon is harcok dúltak. 452-ben Attila a hunok fejedelme tört be Itáliába, és Róma felé vonult. III. Valentinianus Ravenna erős falai mögé vonult. A pápa tanácsadói is a menekülést javasolták Leónak. Ekkor Leó egy különösen finoman megmunkált arany karperecet emelt fel az asztalról, és a legenda szerint a következőt mondta: Ez a hunok munkája. Egy nép, amelyik ilyen műalkotásokra képes, hajlandó lesz az Élet igéjének befogadására is. Misszionárius munkát hirdetett a hunok között. Leó kíséretével Mantovánál találkozott Attilával. A pápának sikerült elérnie, hogy a hunok megkíméljék Rómát, és békét kössenek a birodalommal. (Ebben állítólag szerepet játszott az is, hogy táborukban járvány tört ki, de ehelyett egyöntetűen az maradt meg az utókorban, hogy Attila égi látomás hatására gyakorolt kegyelmet Róma fölött, lásd Raffaello freskóján.)

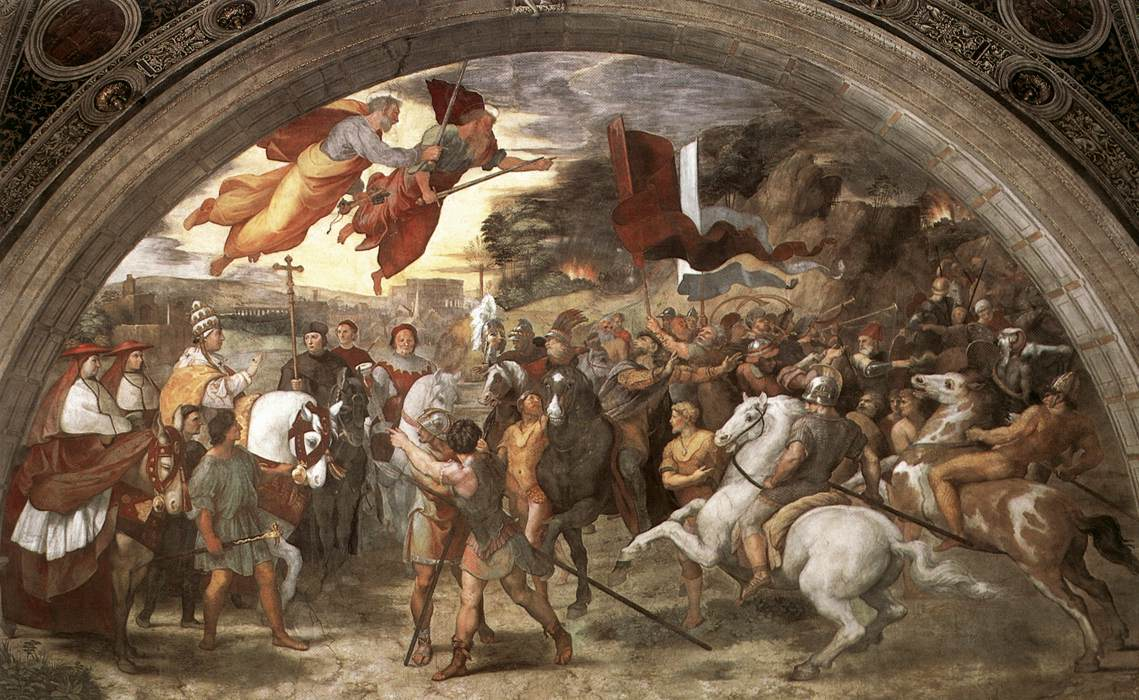
Leó találkozik Attilával (Raffaello)

455-ben ismét latba kellett vetnie minden politikai befolyását, ugyanis Rómát újabb veszély fenyegette. Amikor III. Valentinianus császár gyilkosság áldozata lett, az Észak-Afrikát dúló Geiserich vandál király elérkezettnek látta az időt, hogy Róma ellen vonuljon. Ostiában kötött ki flottája. A rómaiak menekülni kezdtek, mert az új császárt, Petronius Maximust katonái megölték. A kritikus helyzetben Leó ismét egy delegáció élére állt, és találkozott vandál Geiserichhel. Az azonnali elvonulást nem tudta elérni, de a vandálok megígérték, hogy nem égetik föl Rómát, és nem ölik le a lakosságot. Amikor a zsákmánnyal megrakott vandál hajók kifutottak az ostiai kikötőből, a rómaiak tudták, hogy életüket Leó pápának köszönhetik.

## Egy életmű vége
Minden sikeres politikai tevékenysége ellenére Leó igazi nagysága abban rejlik, ahogyan Szent Péter utódjának, a pápának hivatalát a többi püspökkel tartott kapcsolatában, az egyház belső szervezetének kérdéseiben, a tévtanok elhárításában és az evangélium hirdetésében napról napra betöltötte.
Levelezése úgy mutatja őt, mint az egyház harcosát, aki hivatalának erejénél fogva az igaz hitet és a keresztény életet akarta megvédeni az egész Egyházban. Prédikációiból megismerhetjük a püspököt, aki buzgón törekszik arra, hogy hívő népét tanítsa. Nyelvezete tele van olyan találó fordulatokkal, amelyek illettek hallgatóságához; ugyanakkor mesteri módon él az antik retorika eszköztárával is. Tanításában a teológiát a legalapvetőbb tételeiben ragadta meg. XIV. Benedek pápa joggal iktatta őt az egyháztanítók sorába, s ezzel megadta a kellő tiszteletet ennek a szent pápának, aki hivatásának megfelelően mindenkinek mindene volt.
Végül 461. november 10-én halt meg. Hamvait I. Szergiusz pápa vitette át a Szent Péter-bazilikába.

## Művei
- Documenta Catholica Omnia (latin nyelven). (Hozzáférés: 2011. december 6.)